# Åsarne socken
Åsarne socken ligger i Jämtland och Härjedalen, ingår sedan 1971 i Bergs kommun och motsvarar från 2016 Åsarna distrikt.
Socknens areal är 596,03 kvadratkilometer, varav 568,55 land. År 2000 fanns här 690 invånare.  Tätorten och kyrkbyn Åsarna med sockenkyrkorna Åsarne gamla kyrka och Åsarne nya kyrka ligger i socknen. 

## Administrativ historik
Åsarne församling bildades 1764 genom en utbrytning ur Bergs församling. Åsarne landskommun bildades 1888 genom en utbrytning ur Bergs landskommun. 1952 utökades sockenområdet med 411,23 kvadrakiloter (varav land 394,93) från Ovikens socken, Bergs socken, Myssjö socken och Vemdalens socken. Landskommunen inkorporerades 1952 i Övre Ljungadalens landskommun och ingår sedan 1971 i Bergs kommun.
Åsarne utbröts som jordebokssocken ur Berg den 1 januari 1888 (enligt beslut den 18 mars 1887).
1 januari 2016 inrättades distriktet Åsarna, med samma omfattning som församlingen hade 1999/2000.
Socknen har tillhört fögderier, tingslag och domsagor enligt vad som beskrivs i artikeln Jämtland.

## Geografi
Åsarne socken ligger kring Ljungan. Socknen är en myrrik bergig skogsbygd som i väster når upp på kalfjället.
Socknen genomkorsas av Europaväg 45 samt Inlandsbanan.

### Geografisk avgränsning
Åsarne socken har två större delar, vilka avskiljs från varandra av Klövsjö sockens norra del. Den östra delen omfattar centralbygden med kyrkbyn. Den västra delen omfattar orten Börtnan och området däromkring. Det kortaste avståndet från östra sockendelens västligaste punkt på Rödbäckåsen till den västra sockendelens östligaste punkt vid sammanflödet Fiskån-Ankarbäcken är 7,5 km (längs gränsen mellan Bergs och Klövsjö socknar). Avståndet längs landsvägen via Skålan i Klövsjö socken ligger kring det dubbla.
Östra delen: sockengränsen mot Bergs socken korsar E45 cirka 4 km norr om Åsarna centrum. Från denna punkt österut går gränsen över sjön Hålen och mot sydost till Stor-Nällsjön. Vid sjöns utlopp, i dess sydvästra spets, möts tre socknar: Åsarne, Berg samt Rätan. I denna sydöstra del av socknen ligger fäbodarna Paradisvallen, Nästelbodarna samt Äldbodarna, de två senare vid sjöarna Nästelsjön respektive Älden, vilka är en del av Ljungan. Sockengränsen följer Nällsjöån från Stor-Nällsjön till Nördersjön, som är en vik av Nästelsjön. Gränsen korsar Nästelsjön och E45 på sjöns västra strand strax norr om Lillsved i Rätans socken, till vilken socken Åsarne gränsar här. Gränsen går vidare rakt västerut, över Långmyrberget, passerar Inlandsbanan, Stortjärnen, Nymyran samt länsväg 316 på en punkt mellan Skalänget i Åsarne och Oppbodarna i Klövsjö socken, mot vilken Åsarne gränsar här. På toppen av berget Bösen viker gränsen 90 grader mot norr, passerar Skalberget, sjön Äldåmagasinet, Votflon, Rammberget och når Ljungan strax nedströms Trångforsen. I denna södra del av socknen, söder om Ljungan ligger bebyggelsen Äldkrogen, Äldåkvarnen, Skalbodarna samt Gammalbodarna.
Från Ljungan går gränsen mot nordväst cirka 3 km till Rödbäcksåsen där den viker av mot nordost och passerar Abborrbodarna, Byxmyren och Bjursätersmyren. Den går sedan mot sydost förbi Grossmyrbadarna och till E45 vid sjön Hålan. Denna del av socknen kännetecknas bland annat av vägen Åsarna - Börtnan - Ljungdalen, längs vilken byn Stor-Hallen ligger. I Ljungans skarpa krök cirka 2 km väster om Stor-Hallen mynnar Fuan.
Västra delen: Kring Börtnan ligger en västlig enklav av Åsarne socken. Den ovan nämnda landsvägen mot Ljungdalen kommer in i enklaven i höjd med Bodhån och Lill-Börtnen, vilka båda är delar av Ljungan. Från denna punkt går sockengränsen, som här gränsar mot Klövsjö socken, cirka 4 km mot nordost till "tresockenmötet" Åsarne-Klövsjö-Berg. Gränsen mellan Åsarne och Berg går sedan mot nordväst förbi Remstjärnen till Öster-Galåbodarna, varifrån den följer Galån förbi Kyrkan till en punkt öster om Väster-Svartåsens fäbodar. Här gränsar Åsarne mot Myssjö socken. Vid en punkt cirka 400 meter öst om landsvägen mellan Galåbodarna och Börtnan ligger "tresockenmötet" Åsarne-Myssjö-Oviken socknar. Sockengränsen går västerut och gränsar nu mot Ovikens socken, passerar Galbergets fäbodar (i Åsarne), berget Galberget samt Svartbrännan fäbod  och inträffar i Arån cirka 2 km uppströms åns sammanflöde med Lövan. Gränsen följer Arån mot norr och går sedan mot nordväst till Ytterst-Busjön. Här ligger Lövberget (sydsam.: Dallesvarta). Gränsen går mot sydväst, passerar Lövan, mot väst till en punkt öster om Ekorrsjön. Här ligger "tresockenmötet" Åsarne-Oviken-Storsjö. Socknen gränsar därefter mot Storsjö socken i Härjedalen. Gränsen går mot söder och är sålunda landskapsgräns mellan Jämtland och Härjedalen. Här ligger skogsområdet Ekorrlandet. Gränsen kommer in i Ytter-Grucken (Ljungan), följer Ljungan nedströms förbi Torsborg och kommer in i Flåsjön. Gränsen går från Flåsjön mot sydväst över Svedulandet och passerar Storsjöloken. Här möts Åsarne, Storsjö och Vemdalens socknar. Åsarne socken gränsar österut mot Vemdalens socken, Härjedalens kommun, Härjedalen. Gränsen går över Aloppkölen och följer ån Aloppan nedströms och viker österut vid skogsområdet Aloppmoarna varefter den passerar Neder-Brunntjärnen (gränsar mot Klövsjö socken) för att åter infalla i Bodhån av Ljungan. Större delen av denna stora del av Åsarne socken består av skogsmark med myrar och enstaka bebyggelse. Dominerande ort är Börtnan vid sjön Börtnessjön, vilken är en del av Ljungan. Flåsjön är en stor konstgjord vattenreservoar. Arån mynnar i Ljungan vid Börtnan. Galån mynnar i Ljungan mellan Pintorp och Utomsjön.

## Fornlämningar
Man har funnit lämningar från stenåldern i form av boplatser från en fångstkultur. En av boplatserna har en skärvstensvall. Inom socknen finns cirka 150 fångstgropar. Samiska lämningar förekommer,[källa behövs] liksom slagg efter lågteknisk järnhantering.

## Namnet
Namnet (1474 Asom) innehåller en pluralform av ås och avser höjdsträckningen som kyrkbyn och kringliggande byar ligger på.